# Trichostrongylus longispicularis
Trichostrongylus longispicularis är en rundmaskart som beskrevs av Gordon 1933. Trichostrongylus longispicularis ingår i släktet Trichostrongylus och familjen Trichostrongylidae. Inga underarter finns listade i Catalogue of Life.